# Parasymbiont
Parasymbiont (sekundární symbiont) je symbiotický organismus, který se včlení do již existující symbiózy a stává se tak dalším partnerem v tomto svazku, čímž vzniká vztah zvaný parasymbióza. Poměrně známé jsou například lichenikolní houby, které se včleňují do symbiotického svazku s již existujícími lišejníky a tvoří mnohočlenné vztahy. Parasymbionti jsou většinou komenzálové. 